# Prix Victor-Delbos
Le prix Victor-Delbos, créé dans le cadre de l'Institut de France, doit son nom au philosophe catholique Victor Delbos. Il est attribué tous les deux ans par les membres de la section philosophie de l'Académie des sciences morales et politiques.

## Lauréats (extrait)
- 1922 - Jacques Chevalier, Descartes, Plon-Nourrit, 1921[2]
- 1954 - Philippe Encausse (1906-1984), Le Maître Philippe, de Lyon, thaumaturge et homme de Dieu, La Diffusion scientifique, 1954[3]
- 1958 - Ginette Dreyfus, La volonté selon Malebranche, Vrin, 1958[4]
- 1966 - Philippe Sellier, Pascal et la liturgie, PUF, 1966[5]
- 1972 - Alain de Lattre, L'Occasionalisme d'Arnold Geulincx, Éditions de Minuit, 1967[6]
- 1976 - Pierre Magnard, Nature et histoire dans l'apologétique de Pascal, Les Belles lettres , 1976[7]
- 1978 - Tetsuya Shiokawa, Pascal et les miracles, A.G. Nizet, 1977[8]
- 1986 - Alain de Libera, Introduction à la mystique rhénane, d'Albert le Grand à Maître Eckhart, OEIL, 1984[9]
- 1990 - Gilbert Kirscher (1937-....), La Philosophie d'Eric Weil. Systématicité et ouverturePresses Universitaires de France, 1989[10]
- 1994 - Bruno Karsenti, Marcel Mauss. Le fait social total, Paris, PUF, 1994[11]
- 2002 - Pierre Manent, Cours familier de philosophie politique, Fayard, 2001
- 2004 - Maurice Clavelin, Galilée copernicien, Albin Michel, 2004
- 2006 - Xavier Tilliette, sj, Philosophies eucharistiques de Descartes à Blondel, Le Cerf, 2006
- 2008 - Hélène Michon, Saint François de Sales, Le Cerf, 2008
- 2010 - André de Muralt, Les Métaphysiques, traduction analytique, introduite, commentée et annotée de la Métaphysique d’Aristote, Les Belles Lettres, 2010
- 2012 - Joseph Mélèze-Modrzejewski, Un peuple de philosophes : Aux origines de la condition juive, Fayard, 2011
- 2014 - Roger Pouivet, Épistémologie des croyances religieuses, Le Cerf, 2013